# مضايقات في مكان العمل
يشير مصطلح المضايقات في مكان العمل إلى السلوك المهدد أو المهين الموجه ضد عامل أو مجموعة من العمال.
في الآونة الأخيرة، صارت المسائل المتعلقة بالمضايقات في مكان العمل تحظى باهتمام أصحاب المهن والباحثين، لأنها أصبحت أحد المجالات الأكثر حساسية للإدارة الفعالة داخل مكان العمل، ولأن السلوك العدواني في مكان العمل يعتبر أحد أبرز مصادر الإجهاد داخل مكان العمل. في البلدان الآسيوية، تعد المضايقات في مكان العمل إحدى القضايا التي لا تحظى باهتمام كبير من جانب المديرين داخل المؤسسات. ورغم ذلك، فقد جذبت كثيرًا من اهتمام الباحثين والحكومات منذ ثمانينيات القرن العشرين. بموجب قوانين الصحة والسلامة المهنية في جميع أنحاء العالم، اعتُبرت المضايقات في مكان العمل والتنمر في مكان العمل من السلوكيات التي تمثل مخاطر نفسية حقيقية. يعد كل من المغالاة في الإشراف، والانتقاد المستمر، ومنع الترقيات من صور المضايقات في مكان العمل.

## التعريف
تُعرف المضايقات في مكان العمل بأسماء آخرى كثيرة، إذ تُعرف بـ«المضايقة»، و«التنمر في مكان العمل»، و«المعاملة السيئة في مكان العمل»، و«الاعتداء في مكان العمل»، و«التحرش في مكان العمل»، و«الاستغلال في مكان العمل»؛ وجميعها إما تعريفات مرادفة، أو سلوكيات تندرج ضمن أنماط المضايقات في مكان العمل. تشمل المضايقات في مكان العمل أنماطًا مختلفة من سلوكيات التمييز وأفعال الاعتداء التي لا تقتصر على فئة بعينها. يمكن تصنيف الأنماط واسعة النطاق من المضايقات في مكان العمل على نحو غير دقيق إلى الإيذاء العاطفي والإيذاء الجسدي. تستهدف جميع هذه الأنماط من المضايقات في مكان العمل فئات مختلفة، بما في ذلك النساء، والأقليات العرقية، والمثليين، والأشخاص ذوي الإعاقة، والمهاجرين. تتطلب المضايقات في مكان العمل إدراكًا تعدديًا، لأنه لا يمكن تحديد تعريف واحد متماسك وملموس لمفهوم المضايقات في مكان العمل.
إقرارًا بصعوبة صياغة تعريف عالمي للمضايقات في مكان العمل، يُعرّف «إيزر» المضايقات في مكان العمل على نحو عام بأنها «سلوك متكرر غير عقلاني تجاه موظف أو مجموعة من الموظفين، ويمثل خطرًا على الحالة الصحية والأمنية». يُعتبر أي فعل تمييزي أو أي اعتداء يلحق الأذى بالموظفين بصورة منتظمة مضايقةً في مكان العمل. من الممكن أن تُسهم المضايقات في مكان العمل في تدهور الصحة البدنية والعاطفية.
وفقًا لروزا بروك، فإن مفهوم المضايقات في مكان العمل يقوم على مبنيين. أولًا، بغض النظر عن الجندر أو العرق أو النشاط الجنسي أو عن أي صفة مميزة أخرى، ينبغي أن يتمتع كل شخص بالحق في أن يكون «بمأمن من أي معاملة تعسفية في مكان العمل». ومع عدم التعرض لسوء المعاملة كحق أساسي من حقوق الإنسان، يصبح أي شكل من أشكال الإزعاج أو التمييز في مكان العمل نمطًا من أنماط المضايقة. ثانيًا، تؤثر المشكلات الناجمة عن المضايقات في مكان العمل على الضحايا بصورة ضارة. ويعرقل التمييز في مكان العمل تقدم الضحايا بنجاح في حياتهم المهنية، وهو ما يحد من قدراتهم.
من المفاهيم الخاطئة الشائعة بشأن المضايقات في مكان العمل أنها مجرد مضايقات جنسية (تحرشات جنسية) تحدث في سياق بيئة ومكان العمل. على الرغم من أن المضايقات الجنسية شكلٌ بارز من أشكال المضايقات في مكان العمل، فإن وزارة العمل في الولايات المتحدة تُعرف هذه المضايقات في مكان العمل بأنها أكثر من مجرد مضايقة جنسية. «قد يتضمن ذلك مضايقة «الشيء مقابل الشيء (المقايضة)»، وهو ما يحدث في الحالات التي تقوم فيها قرارات العمل أو المعاملة على أساس إما الخضوع أو الرفض لسلوك غير مرغوب به، ويكون ذلك السلوك في الغالب ذا طابع جنسي. قد تكون المضايقات في مكان العمل ذات طابع هجومي يستند إلى واحدة أو أكثر من المجموعات المشمولة بالحماية، وفوق ذلك، تكون تلك المجموعات ذات صرامة شديدة وذات نفوذ، وهو ما يخلق بيئة عمل عدائية أو هجومية، أو يسفر عن قرارات عمل وخيمة وسلبية (مثل الفصل من العمل أو خفض رتبة الموظف)». بناءً على ذلك، تكون المضايقات في مكان العمل مفهومًا أكبر يشمل المضايقات الجنسية.

## في الولايات المتحدة

### الأنواع
يمكن تصنيف المضايقات المختلفة التي يتعرض لها الضحايا إلى نوعين مختلفين؛ الإيذاء الجسدي والإيذاء العاطفي. يشير الإيذاء الجسدي إلى التعرض للاعتداء الجنسي وللعنف الجسدي، بينما يشير الإيذاء العاطفي إلى التعرض للإجهاد وللتنمر. وجد أندرسون وميليتيلو أنه غالبًا ما يُسمح للمديرين الذين يظهرون سلوكًا مضايقًا بالمحافظة على وظائفهم، بسبب الاعتقاد أن سلوكهم يزيد من الإنتاجية على المدى القصير. خلصت دراسة إجلاء الخوف من مكان العمل، التي أجرتها كاثلين د. رايان ودانيال ك. أوستيريتش، إلى أن العديد من هذه السلوكيات يمكن أن يتراوح بين الإشارات العاطفية الخفية وحتى التهديدات الجسدية الخارجية، وأنها يمكن أن تتضمن الصمت، والإهانات المباشرة، وحتى نوبات الغضب. وسواء كانت هذه الأفعال متعمدة أو ناجمة عن الإجهاد، فإن النتيجة واحدة، إذ تجعل الموظف يشعر بالإهانة والعزلة وقد تدفعه إلى مهاجمة الآخرين.

### المضايقات الجسدية
تتخذ المضايقات الجسدية في مكان العمل أشكالًا عديدة. تمثل الاعتداءات الجنسية شكلًا من أشكال المضايقات الجسدية المعروفة على نطاق واسع. حظيت الاعتداءات الجنسية في مكان العمل في تسعينيات القرن العشرين باهتمام وسائل الإعلام والأوساط الأكاديمية، وذلك بعد وقوع سلسلة من الفضائح الجنسية الشهيرة. «كان من بين الحوادث الأكثر شهرة الجلسات التي عقدها الكونغرس في عام 1991 بشأن التحرش الجنسي المزعوم الذي قام به كلارينس توماس، المرشح للمحكمة العليا، تجاه أنيتا هيل، والاعتداء الجنسي تجاه الضابطات أثناء حفلة المؤتمر السنوي للطيارين المقاتلين في سلاح البحرية لعام 1991، وفصل الطيار كيلي فلين من القوات الجوية بتهمة ارتكابها جريمة الزنا في عام 1997، ومحاكمة وتبرئة كبار المجندين في الجيش في عام 1998 بتهمة التحرش الجنسي، وتحقيقات المستشار القانوني المستقل بشأن العلاقات الجنسية للرئيس كلينتون مع مرؤوسيه». بعد وقوع تلك الفضائح الجنسية، ركز الباحثون ووسائل الإعلام على إجراء المزيد من الدراسات عن المضايقات الجنسية في أماكن العمل.
أصبح من الصعب تعريف الاعتداء الجنسي بسبب الافتقار إلى الدقة في التمييز بين المضايقات الجنسية والسلوك الجنسي الذي يتم بالتراضي بين الطرفين. تتطلب بعض المهن درجة أعلى من التسامح في ما يخص السلوك الجنسي، مثل مهنتَي النادلة والمرشدة السياحية. وبمزيد من التوضيح، فإن أرباب العمل في هذه المهن يتوقعون من الموظفات أن يستجيبن للتواصلات الجنسية التي يواجهنها مع العملاء. يضع هذا التوقع، الذي لا شك فيه من صاحب العمل، الموظفات أمام خيارين فقط؛ إما أن يقبلن بالمضايقات الجنسية التي يواجهنها من الزبائن بصفتها «جزءًا من الوظيفة»، أو أن يُبلغن المدير بالمضايقات الجنسية، وبالتالي يتعرضن للفصل من العمل. ومما يزيد من الضغوطات؛ النقدُ الذي يأتي من جانب زملاء العمل بعد الإبلاغ عن حادثة اعتداء جنسي، إذ يرى زملاء العمل أن الاعتداءات الجنسية تشكل جزءًا من متطلبات العمل.

## المضايقات الجنسية في مكان العمل بالولايات المتحدة
تُعتبر معدلات انتشار المضايقات الجنسية (التحرش الجنسي) في مكان العمل مرتفعة. على سبيل المثال، أظهرت دراسة أجراها مجلس حماية نظم الجدارة والاستحقاق في الولايات المتحدة سنة 1981 أن 33% من موظفات الحكومة تعرضن لتعليقات جنسية، وأن 26% تعرضن لملامسات جسدية غير مرغوب فيها، و15% تعرضن لضغوطات للقبول بمواعدات جنسية. علاوة على ذلك، «تعرضت نسبة 10% إلى ضغط مباشر من أجل التعاون الجنسي، ونفس النسبة تقريبًا في ما يخص المكالمات الهاتفية المتكررة والرسائل أو الملاحظات غير المرغوب بها». وبخلاف هذا المثال، يذكر فيتزجيرالد أنه: «يصعب فهم مدى فداحة هذه الأرقام، مشيرًا إلى أن ملايين النساء تقريبًا يتعرضن لتجارب تتراوح بين الإهانة والاعتداء -وكثيرًا ما يحدث ذلك على نحو مستمر ومتكرر- كثمن لكسب الرزق».
يُعتبر العنف داخل مكان العمل شكلًا آخر من أشكال المضايقات الجسدية في مكان العمل. يُعرَف العنف داخل مكان العمل بأنه التهديدات والاعتداءات الجسدية التي تستهدف الموظفين. يمكن تقسيم مرتكبي العنف داخل مكان العمل إلى فئتين رئيسيتين: المجرمون الذين دخلوا إلى مكان العمل كعملاء، والزملاء الموظفون داخل مكان العمل. يفرض المجرمون العنف داخل مكان العمل من خلال أعمال السطو والقتل، وقد ارتفعت معدلات جرائم القتل في مكان العمل ارتفاعًا كبيرًا خلال السنوات العشرين الماضية. وفقًا للمعهد الوطني للسلامة والصحة المهنية، قد وقعت 9,937 جريمة قتل في مكان العمل في الفترة بين عام 1980 وعام 1992، وهو ما يبلغ في المتوسط نحو 800 جريمة قتل في السنة. «في عام 1989، كانت جريمة القتل هي ثالث أكبر سبب رئيسي لوفاة الموظفين في مكان العمل. وبحلول عام 1993، أصبحت جرائم القتل ثاني أكبر سبب رئيسي لوفاة الموظفين أثناء العمل، وأصبحت السبب الرئيسي في ما يخص وفاة النساء العاملات». ارتُكب معظم جرائم القتل هذه من قبل مجرمين، إذ وجد مكتب إحصاءات العمل أن 59 حالة فقط من أصل 1,063 جريمة قتل قد ارتكبها زملاء عمل، بينما ارتكب المجرمون بقية الحالات.
يميل العنف الذي يرتكبه زملاء العمل داخل مكان العمل إلى أن يكون أقل وضوحًا. خلصت دراسة بعنوان الحياة العامة في نورثوسترن (1993) إلى أن 15% ممن تجاوبوا مع الاستبيان تعرضوا لهجوم جسدي أثناء العمل، وأن 14% ذكروا أنهم تعرضوا لاعتداء جسدي في الأشهر الـ12 الماضية. تشتمل أعمال العنف في مكان العمل على التدافع، والمشاجرات بالأيدي، والاغتصاب. أجرت جمعية إدارة الموارد البشرية مقابلات مع 1,016 متخصّصًا في الموارد البشرية، «أبلغ 22% منهم بوقوع حوادث تدافع، وأبلغ 13% بوقوع مشاجرات بالأيدي، وأبلغ 1% بوقوع حالة اغتصاب أو اعتداء جنسي». يسبق الكثيرَ من حالات العنف الجسدي الذي يتعرض له الموظفون اعتداءٌ فيزيولوجي، ويشير ذلك إلى أن المضايقة العاطفية قد تكون السبب وراء العنف في مكان العمل.